# НТВ-Плюс Спорт
«НТВ-Плюс Спорт» — первый в истории российского телевидения спортивный телеканал. Начал своё вещание  1 ноября 1996 года. Являлся одним из 10 спортивных каналов производства телекомпании «НТВ-Плюс». Телеканал вёл собственные трансляции чемпионатов мира и Европы с профессиональными журналистами и комментаторами.
Телеканал транслировал все виды спорта — футбол, хоккей, баскетбол, теннис, регбилиг, регби, фигурное катание, бокс, плавание, волейбол, бильярд, а также остальные виды спорта. 25 января 2016 года был заменён на «Матч! Планета» и перестал быть доступным на территории России.

## История

### Спутниковое вещание
Первый российский спортивный телеканал начал своё вещание 1 ноября 1996 года и стал третьим собственным каналом в системе спутникового телевидения «НТВ-Плюс» после «Нашего кино» и «Мира кино» (о порядковом номере также свидетельствовал логотип «Спорт-3», который появлялся в межпрограммных перебивках и в журнале «7 Дней» с 1996 по 1997 год). Решение о его запуске в составе системы было принято на волне успеха в эфире основного телеканала НТВ обзорной передачи «Олимпийский час из Русского дома», снимавшейся во время Олимпийских игр в Атланте при отсутствии у телекомпании прав на трансляции. Новый канал возглавил директор Студии спортивных программ телекомпании НТВ Алексей Бурков, а его художественным руководителем (заместителем генерального директора) стала известный спортивный комментатор Анна Дмитриева. Руководителем отдела трансляций с 1996 по 2001 год являлся известный советский спортивный журналист и комментатор Аркадий Ратнер. Основой журналистского коллектива «НТВ-Плюс Спорт» стала спортивная редакция канала НТВ — Владимир Маслаченко, Василий Уткин, Анна Дмитриева, Дмитрий Фёдоров, Юлия Бордовских, Кирилл Кикнадзе, Евгений Майоров, Владимир Гендлин, Геннадий Клебанов, а также творческий коллектив, работавший в программе «Футбольный клуб». 
При создании первого в России спортивного телеканала ставка была сделана не только на уже известных людей, но и на свежие лица. По инициативе Евгения Майорова и Дмитрия Рыжкова был проведён первый конкурс спортивных комментаторов, по итогам которого и начался набор в штат новых сотрудников. Среди его победителей были Юрий Розанов, Геннадий Сулименко, Сергей Мещеряков, Александр Ткачёв, Дмитрий Гараненко, Илья Казаков, Владислав Батурин. После победы в конкурсе молодые комментаторы были разбиты на группы, у которых были свои наставники. За группу, в которую попали Казаков, Трушечкин и другие будущие известные футбольные комментаторы, отвечали Уткин и Фёдоров, за более взрослых победителей (Розанов, Батурин, Сулименко) отвечал Евгений Майоров, скончавшийся 10 декабря 1997 года. Наставнической работой с молодыми комментаторами также занимались другие опытные комментаторы канала: Анна Дмитриева, Владимир Маслаченко, Аркадий Ратнер. Всего на канале по данным 1997 года работали 187 человек. 
Новая телекомпания сразу приступила к показу крупных спортивных мероприятий, таких, как НХЛ, НБА, футбольные национальные чемпионаты стран Европы, теннисные турниры, Чемпионат мира по хоккею с шайбой и Лига Чемпионов УЕФА (права на её показ перешли телекомпании от канала ОРТ). Многие трансляции также показывались на большом телеканале НТВ (в частности, Чемпионат мира по хоккею 1997, на общероссийский показ которого спутниковый оператор в том году получил эксклюзивные права, затем — Уимблдонский турнир, Лига Чемпионов УЕФА, профессиональный бокс, чемпионат России по футболу, Кубок Дэвиса, избранные матчи по хоккею и пр.). Зимние Олимпийские игры 1998 года на «НТВ-Плюс Спорт» показывались в записи в продолжительных блоках «На зимних Олимпийских играх в Нагано». С летних Олимпийских игр 2000 года (и далее, за исключением 2010) вся эфирная сетка канала была полностью отдана под прямые или записные олимпийские трансляции, передачи и интервью по теме. 
В первые несколько лет вещания канала (до начала 2000-х годов) рекламные перерывы внутри передач и трансляций и между ними полностью отсутствовали: вместо них шли ролики для абонентов спутникового оператора о правилах оплаты подписки, настройках ресивера и пр. Впоследствии реклама в эфире всё же появилась, но только между передачами и трансляциями (иногда её могло не быть и там), показываясь в небольших количествах: 3-5 роликов за блок (правило не распространялось на шестой телеканал зимой-весной 2002 года, где количество роликов совпадало с тем, что было у ТВ-6 и ТВС, а рекламу продолжал размещать сотрудничавший с МНВК селлер «Видео Интернешнл»). Кроме того, примерно до конца 2000-х годов на «НТВ-Плюс Спорт» существовала практика показа спортивных трансляций без рекламных блоков: в перерыве вместо них подключался интерактивный прямой эфир из студии канала с находящимися там комментатором и опционально — гостями, которым можно было позвонить по телефону и задать вопрос.   Несмотря на введённый в 2004 году закон, который разрешает показывать рекламу алкогольной продукции только с 22 до 7 часов, «НТВ-Плюс Спорт», с этого момента, был единственным в России телеканалом, который транслировал данную рекламу в любое время.
С 1 ноября 1996 по 21 февраля 1999 года телеканал «НТВ-Плюс Спорт» начинал своё вещание в 7:00 МСК и заканчивал его в районе часа ночи. Одно время в начальный период работы по выходным дням его вещание могло начинаться с 9:00 МСК. С 22 февраля 1999 по 19 марта 2006 года телеканал вещал с 10:00 до 1:00—2:00, после чего в эфире телеканала транслировалась настроечная таблица. В случае, если в нерабочее время по Москве начиналась прямая трансляция какого-либо боксёрского поединка или же матча НХЛ или НБА, на этой таблице выводилось название трансляции, которую предстояло показать в 3:00 или 4:00, чаще всего она была одна. В указанное на таблице время телеканал «НТВ-Плюс Спорт» на 2-2,5 часа возобновлял своё вещание и демонстрировал в своём эфире полноценную прямую трансляцию матча. По окончании прямого эфира телеканал снова отключался — теперь уже до 10:00. 1 января 2000—2006 годов канал начинал вещание в 12:00, время окончания вещания оставалось прежним. Незадолго до запуска постоянного круглосуточного вещания перерыв в работе канала был небольшим и продолжался от нескольких часов до нескольких минут.
Начиная с Олимпийских игр 2000 года, вещание телеканала на периоды как летних, так и зимних Олимпиад осуществлялось круглосуточно без ночных перерывов. Круглосуточное вещание телеканала на постоянной основе началось 20 марта 2006 года.
В феврале 1999 года был создан телеканал-ответвление «НТВ-Плюс Футбол», посвящённый футболу. С момента запуска этого телеканала футбольные трансляции на «НТВ-Плюс Спорт» стали представлены в минимальных объёмах: они велись обычно в игровые дни группового этапа Лиги Чемпионов УЕФА.
Сотрудники спортивного телеканала занимались подготовкой выпусков «Новостей спорта» в программе «Сегодня» телеканала НТВ. После смены руководства на НТВ, администрация телеканала приняла решение не сотрудничать с пришедшей на четвёртый канал новой командой менеджеров под руководством Бориса Йордана. Ведущие новостей спорта и спортивные комментаторы «НТВ-Плюс» в поддержку Киселёва и других журналистов старого НТВ также отказались работать на новом НТВ. По этой причине с апреля 2001 по июнь 2003 года «НТВ-Плюс Спорт» производил «Новости спорта» для новостных передач телеканалов ТНТ, ТВ-6 и ТВС, а также некоторые спортивные телетрансляции для Шестого канала (как для ТВ-6, так и для ТВС). В дальнейшем, после 2001—2002 годов, прежний состав спортивных комментаторов полностью вернулся на канал НТВ, где проработал до весны-осени 2015 года.
С середины-конца 2000-х годов, по мнению критиков, на «НТВ-Плюс Спорт» стали наблюдаться падение качества передач и изменение сетки вещания не в лучшую для зрителей сторону: канал, прежде старавшийся представить всё самое интересное из мира большого спорта, стал заполнять сетку вещания трансляциями турниров по бейсболу, родео, гольфу и выявлению «самого сильного человека» мира, а также обзорными передачами невысокого качества и повторами одних и тех же передач (в том числе и несколько раз за день или неделю). Это было отчасти связано с тем, что бо́льшая часть интересного и рейтингового контента перешла к ВГТРК, вещателю канала «Спорт», а также с созданием компанией в это же время специализированных футбольного, теннисного, баскетбольного и ретроспективного каналов. В 2010 году «НТВ-Плюс» не смогла приобрести права на трансляции Зимних Олимпийских игр в Ванкувере, чемпионата мира по футболу в Южной Африке, теннисного чемпионата Франции «Ролан Гаррос 2010» и чемпионата Англии по футболу. В 2011 году показ крупных чемпионатов в Америке, таких, как НХЛ и НБА, был отменён из-за расторжения контрактов. Из единственных матчей заокеанских чемпионатов в сезоне 2011/2012 был показан только матч звёзд НБА. После закрытия канала «НТВ-Плюс Классика» в сетке вещания стали периодически появляться телетрансляции прошлых лет, взятые из архивов ЦТ СССР, РГТРК «Останкино», НТВ и «НТВ-Плюс».
О качестве программ спортивного и футбольного канала тех лет Анна Дмитриева говорила следующим образом:

Возможно, вы обратили внимание на так называемые поминальные списки людей, готовивших ту или иную программу на публичных каналах. У нас же над каждой передачей, кроме ведущего, работают от силы два, три человека — режиссёр, оператор и не всегда — редактор. Знаю, что это плохо, но по штатному расписанию на двух наших каналах — спортивном и футбольном, работников в пять раз меньше, чем, к примеру, на ТВС. Это сможет измениться только, когда мы выйдем на самоокупаемость.

Спортивные комментаторы телеканала неоднократно были лауреатами премии ТЭФИ. Так, в 2000 году премию получил Владимир Маслаченко за репортажи с матчей Лиги Чемпионов, в 2003 году — Владимир Гендлин за комментарии боксёрских поединков на НТВ и «Первом канале», в 2004 и 2005 годах — Василий Уткин, в 2011 году — Юрий Розанов и Сергей Крабу за комментарий трансляции с финального матча молодёжного Чемпионата мира по хоккею с шайбой. Кроме того, комментаторы «НТВ-Плюс» часто привлекались к работе на других телеканалах. В 2000-е и 2010-е годы отдельные трансляции «НТВ-Плюс» в прямом эфире или записи могли также показываться на сторонних каналах (в основном на «Первом канале»). 
С октября 2015 по январь 2016 года в эфире «НТВ-Плюс Спорт» были представлены только спортивные трансляции и небольшое количество обзорных передач. Все остальные студийные программы собственного производства, равно как и выпуски новостей, были закрыты и убраны из сетки вещания телеканала.

### Эфирное вещание

Логотип, использовавшийся для вещания на Шестом канале с 1 февраля по 31 мая 2002 года

«НТВ-Плюс Спорт» (в печатных изданиях часто указывались названия «Спорт на шестом канале» или же «6 канал») осуществлял временное вещание вместо отключённого от эфира телеканала «ТВ-6» на его собственной частоте 6 ТВК в Москве и на частотах некоторых его региональных партнёров (ЗАО «МНВК» — полное название «Московская независимая вещательная корпорация»). В печатных программах передач и журналах для обозначения канала часто использовался логотип «НТВ-Плюс Спортивные программы» (иногда — логотип ТВ-6 2001—2002 годов).
Вещание на 6 ТВК канал начал 22 января 2002 года в 7:00 МСК как демонстрационная версия. Вместо заявленного по печатной сетке ТВ-6 повтора программы «Дорожный патруль» и затем — утреннего телеканала «День за днём» теледень на шестом канале фактически начался с выпуска новостей «Пресс-центр», который по инициативе руководителя спортивной редакции Алексея Буркова провёл комментатор Василий Соловьёв. Затем состоялся показ матчей Открытого чемпионата Австралии по теннису. Предполагалось, что «НТВ-Плюс Спорт» заполнит пустующее эфирное время ТВ-6 на период проведения олимпиады в Солт-Лейк-Сити (которую компания не хотела показывать в своём эфире из-за финансовых проблем вследствие захвата НТВ и последующей ликвидации «Медиа-Моста»), пока будет решаться вопрос о дальнейшей судьбе «шестой кнопки». Однако серьёзные споры между телекомпаниями (по поводу правообладателя лицензии на шестую частоту) привели к тому, что его вещание продлилось до середины мая того же года. В перспективе планировалось продлить вещание телеканала до осени 2002 года, а также показать массовому зрителю финалы чемпионатов НХЛ и НБА и чемпионат мира по футболу.
В первые дни трансляция «НТВ-Плюс Спорт» на шестом канале осуществлялась без рекламы и логотипа вещателя, а также полностью совпадала с программой спутниковой версии. При этом выпуски новостей «Пресс-центр» с того же дня и до 31 мая готовились специально для Шестого канала (о чём ведущие заявляли прямо в эфире), не совпадая с теми, что показывали на платных каналах спутникового оператора. Утром 24 января, когда закончился набор демонстрационных программ, вещание на шестом канале прекратилось, однако в 15:00 оно было возобновлено в полноценном режиме. Администрация телеканала заявила, что перерыв осуществлялся для выполнения ежемесячных профилактических работ на передатчике, которые планировались ещё на ТВ-6. 
В феврале 2002 года большую часть эфирного времени телеканал транслировал наиболее интересные трансляции Зимних Олимпийских игр 2002 года — как в прямом эфире, так и в записи. Также на шестом канале транслировались архивные материалы, трансляции и документальные ленты производства «НТВ-Плюс». Объём ежедневного вещания «НТВ-Плюс Спорт» на шестом канале был примерно сопоставим с аналогичным у ТВ-6: телеканал вещал с 7:00 до 1:30 МСК или позже. График проведения профилактических работ также сохранялся со времён работы предыдущего вещателя. 
По окончании Олимпиады в Солт-Лейк-Сити и до последних дней вещания на шестой кнопке телеканал представлял из себя микс из программ двух спортивных каналов собственного производства, существовавших на тот момент («Спорт» и «Футбол»), и показывал большинство трансляций в записи (причём с задержкой в несколько дней, вставляя рекламу в решающий момент). С 28 марта 2002 года «Спорт на шестом канале» также можно было увидеть и в пакете спутникового оператора «НТВ-Плюс». Эфирное вещание на шестой кнопке прекращено в районе трёх часов ночи с 31 мая на 1 июня 2002 года в связи с запуском телеканала ТВС.
Спустя год после прекращения эфирного вещания тогдашний руководитель спортивных каналов «НТВ-Плюс» Алексей Бурков сказал, что на этом проекте компания потеряла порядка шестисот тысяч долларов, но тем не менее, опыт вещания на метровой частоте оказался положительным. При этом тогдашний официальный владелец шестого телеканала в лице ЗАО «МНВК» заявлял о незаконном характере трансляции передач спортивного канала вместо ТВ-6 и в перспективе планировал взыскать со спутникового оператора убытки по факту нелегального вещания «НТВ-Плюс Спорт» на чужой частоте. 
В период вещания на 6 ТВК рейтинги «НТВ-Плюс Спорт» не поднимались выше 0,19 % по России и 0,7 % по Москве, что значительно меньше показателей как ТВ-6, так и других центральных телеканалов, за исключением короткого периода в феврале, когда канал почти в полном объёме показывал в своём эфире олимпийские трансляции из Солт-Лейк-Сити, и московские рейтинговые показатели достигали цифр в 10-11 %.

## Передачи разных лет
Многие из перечисленных здесь передач выходили не только на этом канале, но и на других телеканалах: НТВ, ТНТ, «Спорт плюс», «Онлайн», а для зрителей, не живущих в России — на каналах «НТВ International» (до января 2002 года), «НТВ Мир» и «НТВ-Плюс Спорт Союз». В сентябре 2012 года всем программам данного канала, существовавшим в эфире на тот момент, за исключением «Железного фактора» и «Большого ринга», в соответствии с федеральным законом «О защите детей от информации, причиняющей вред их здоровью и развитию», был присвоен рейтинг «0+» (для зрителей всех возрастов). Передачи «Большой ринг» и «Железный фактор» получили рейтинг «16+» (для зрителей старше 16 лет).
- «GOALактика» — программа, напоминавшая телезрителям о европейских футбольных сезонах разных лет.
- «Ride The Planet» — специальный проект собственного производства о фрирайде.
- «Акваспорт» — авторская программа Дмитрия Калениченко.
- «Акватория спорта»
- «Американский футбол. События недели»
- «Архив Бориса Майорова»
- «Аэробика с Денис Остен»[164] (заменено на «Формулу гармонии»)
- «Байки старого болельщика» — развлекательные спортивные зарисовки.
- «Баскетбольное обозрение NBA»
- «Без тормозов»
- «Бодибилдинг» — тележурнал
- «Бокс. Новые имена»
- «Большой ринг» — еженедельный показ боксёрских поединков мира с Владимиром Гендлиным[54][165].
- «В поисках приключений» — авторская программа Кирилла Кикнадзе о путешествиях.
- «Ватерполье» — о водных видах спорта с Сергеем Наумовым.
- «Велоспорт» — тележурнал
- «Весь хоккей на плюсе»
- «Взгляд на спорт»
- «Время собирать кегли»
- «Вызов Дениса Панкратова» — ток-шоу со звёздами российского спорта.
- «Гольф» — тележурнал
- «Давайте танцевать!» — ежедневное танцевальное реалити-шоу, производившееся совместно с НТВ-Плюс агентством «Velada». По воскресеньям — итоговый выпуск.
- «Дети Олимпа» (заменено на «Хроники»)
- «Доживём до понедельника»
- «Евролига c Гомельским»
- «Европейская футбольная неделя»
- «Ещё неделя позади»
- «Железный фактор» — программа о бодибилдинге с Игорем Петрухиным[166].
- «Журнал Лиги Чемпионов»
- «Зал российской теннисной славы»
- «Звёздный вторник» — беседа в студии с приглашённой звездой спорта. В разное время программу вели Кирилл Кикнадзе[167], Михаил Решетов, Елизавета Кожевникова, Иоланда Чен, Оксана Карась[168], Василий Соловьёв[169], Дмитрий Чуковский и другие (затем в повторах на канале «Онлайн»)
- «Звёзды мирового спорта»
- «Золотой фонд» — ретроспективный показ спортивных трансляций прошлых лет.
- «Итоги. Спорт»
- «Королева на Плюсе» — программа о лёгкой атлетике с Василием Парняковым, позже с Родионом Гатауллиным и Иоландой Чен[170].
- «Короли бильярда»
- «Кто они, чемпионы?»
- «Крути педали»
- «Крутые девчонки»
- «Лёд и камень»
- «Ледниковый период»
- «Личный тренер» — комплекс упражнений от Ляйсан Утяшевой.
- «Ловись, рыбка!»
- «Лондон-2012» — программа, разогревающая перед летней Олимпиадой в Лондоне.
- «Лыжный след» — о лыжных гонках с Василием Парняковым.
- «Маслаченко Плюс»[171][172]
- «Мир английской премьер-лиги» — программа об Английской футбольной премьер-лиге.
- «Мир скорости» — тележурнал об автоспорте с Мариной Донской, позже с Алексеем Андроновым.
- «Мировой футбол»
- «Московский гольф»
- «На лыжах» — тележурнал
- «На пути в…» (конец названия варьировался в зависимости от места проведения Олимпийских игр)
- «На Чемпионате мира по хоккею»
- «НБА накоротке»
- «Неделя в НБА»
- «Неделя НХЛ (Power Week)»
- «Новости» (с 5 июля 1999 до 10 мая 2009 года выходили под названием «Пресс-центр»)
- «Новости бокса»
- «Новый день с Юлией Бордовских»
- «Нокаут»
- «НХЛ: прогнозы непредсказуемого»
- «НХЛ от A до Z» — авторская программа об истории клубов, играющих в НХЛ. Авторы и ведущие — Александр и Анна Ткачёвы. В печатных телепрограммах упоминалась как «НХЛ от А до Я»[173].
- «НХЛ Плюс»
- «Обозрение НБА»
- «Обратный отсчёт» — историческая программа с Сергеем Покровским и Еленой Гришиной[174].
- «Первая пятёрка» — программа о хоккее с Сергеем Крабу.
- «Перед зеркалом»
- «По всем правилам» — спортивный тотализатор
- «Про спорт. Баскетбол»
- «Про спорт. Хоккей»
- «Прогноз погоды» (выходил с января по май 2002 года на 6 ТВК вместо ТВ-6, производство: «Метео-ТВ»)
- «Произвольная программа» — программа о фигурном катании с Василием Соловьёвым.
- «Прямая линия»[175]
- «Родео»
- «Рядом: неспортивные новости»
- «Свой хоккей на плюсе»
- «Связь времён» — исторический альманах.
- «Сезон охоты»
- «Снежный мир» — зарубежная передача о новостях зимних видов спорта.
- «Спорный мяч»
- «Спорт-коктейль»
- «Спорт и…»
- «Спортивное соло»
- «Спортивный глобус»
- «Спортиссимо» — еженедельный околоспортивный тележурнал. Ведущие — Оксана Карась, Юлия Дежнова, Виктор Набутов, Елизавета Кожевникова, Дмитрий Гараненко и др[176].
- «Спринт-Тайм» — финальный обзор спортивных новостей за день (в печатных телепрограммах обозначался как «Новости»). Ведущие — Наталья Пакуева и др.
- «Тайский бокс»
- «Тема недели»
- «Теннисное обозрение»
- «Удивительные игры народов мира»
- «Уроки спорта»[177]
- «Фан-клуб американского футбола»
- «Формула гармонии» (заменено на «Личного тренера»)
- «Футбол. Обзор матчей национальных чемпионатов»
- «Футбольный клуб»
- «Хоккей Плюс»
- «Хоккейный вечер»
- «Хроника недели»
- «Хроники автомобильных аварий»
- «Хроники» (заменено на «Связь времён»)
- «Шахматное обозрение» — передача о шахматах с Сергеем[178] и Мариной Макарычевыми[179].
- «Щелчок»
- «Шесть на шесть» — передача о волейболе с Алексеем Мельниковым[180].
- «Щит и мяч» — еженедельный дайджест о баскетболе с Дмитрием Гараненко[181].
- «Эхо» — информационная программа о главных спортивных событиях недели. Ведущий — Денис Косинов[182][183].
- «Япония-Корея-2002. Обратный отсчëт» — авторская программа Георгия Черданцева о предстоящем чемпионате мира по футболу 2002 года. На канале шла весной 2002 года в эфирном вещании вместо ТВ-6[184][185].

В 2002 и 2004—2015 годах «НТВ-Плюс Спорт», также как и другие спортивные телеканалы производства «НТВ-Плюс», прерывал свои передачи на демонстрацию программ синхронного телевещания — минуту молчания 9 мая и новогоднего обращения 31 декабря, никогда не показывавшихся на канале в первые пять лет его вещания.

## Комментаторы на момент закрытия
- Владимир Гомельский (баскетбол)[186]
- Иоланда Чен (лёгкая атлетика)[187][188][189]
- Александр Метревели (теннис)
- Денис Панкратов (плавание/водное поло/лыжные гонки)
- Георгий Черданцев (футбол)
- Геннадий Орлов (футбол)[190][191][192]
- Владислав Батурин (футбол/пляжный футбол)
- Сергей Наумов (гандбол/водное поло)[193]
- Алексей Мельников (волейбол)
- Константин Генич (футбол)
- Алексей Михайлов (теннис)
- Владимир Гендлин (бокс)[194][195]
- Михаил Решетов (баскетбол)[196]
- Дмитрий Фёдоров (футбол/хоккей/регбилиг, с перерывом на период 2000—2005 годов)[197][198][199]
- Кирилл Дементьев (футбол)[200][201]
- Тимур Журавель (футбол)[202][203]
- Денис Косинов (мини-футбол/художественная гимнастика)[204]
- Игорь Швецов (теннис/настольный теннис/конькобежный спорт)[205]
- Денис Казанский (футбол/хоккей)
- Елена Гришина (фехтование)
- Артём Шмельков (футбол/гандбол)
- Михаил Мельников (футбол/хоккей)[206]
- Дмитрий Гараненко (баскетбол)
- Андрей Беляев (баскетбол)
- Сергей Федотов (хоккей)
- Александр Хаванов (хоккей)[207]
- Кирилл Гомельский (американский футбол)[208]
- Алексей Андронов (футбол/американский футбол)[209][210][211]
- Александр Шмурнов (футбол/теннис)[212]
- Олег Ушаков (баскетбол)
- Родион Гатауллин (лёгкая атлетика)
- Максим Сенаторов (футбол)
- Владимир Касторнов (волейбол)
- Татьяна Грачёва (волейбол)
- Леонид Сапронов (волейбол)
- Александр Елагин (футбол)[213][214]
- Михаил Поленов (футбол)
- Роман Гутцайт (футбол/баскетбол)
- Игорь Петрухин (бодибилдинг)[215][216]
- Роман Нагучев (футбол/гандбол)
- Павел Занозин (футбол/баскетбол)
- Елизавета Кожевникова (горнолыжный спорт/велоспорт)[217]
- Сергей Дерябкин (теннис)[218]
- Михаил Моссаковский (футбол)
- Дмитрий Шнякин (футбол)
- Софья Авакова (теннис)[219][220]
- Роман Комин (теннис)
- Александр Собкин (теннис)
- Сергей Крабу (хоккей)[221][222]
- Олег Мосалёв (хоккей)
- Андрей Юртаев (хоккей)
- Олег Власов (хоккей)
- Владимир Иваницкий (единоборства/самбо/дзюдо/вольная борьба/греко-римская борьба/сумо)[223][224]
- Нобель Арустамян (футбол)
- Сергей Акулинин (футбол)
- Александр Мошкин (спортивные танцы, режиссёр трансляций)[225]

### Бывшие комментаторы
- Сергей Бабаев (1996—2002)[226]
- Юлия Бордовских (1996—2002, спортивная гимнастика)[227]
- Никита Горшенин (2010—2011, футбол/родео)[228]
- Тимур Дагуев (2010—2013, футбол)[229]
- Марина Донская (1996—2004, автоспорт)
- Юрий Дудь (2011—2012, футбол)
- Сергей Заяшников (1996—2009, тайский бокс)[230]
- Глеб Золотовский (1996—2010, футбол/футзал)
- Илья Казаков (1996—2001, футбол/хоккей)
- Александр Каминский (1996—1999, автогонки)[231]
- Дмитрий Калениченко (до 2001)
- Оксана Карась (1998—2007, синхронное плавание)[232][233][234]
- Кирилл Кикнадзе (1996—2014)
- Мария Киселёва (2001)[235][236]
- Геннадий Клебанов (1996—2007)
- Андрей Кондрашов (1996—2002, биатлон/велоспорт)
- Александр Кузмак (1999—2006, хоккей/теннис/футзал)
- Андрей Кузмак (2003—2010, теннис)[237]
- Борис Майоров (1998—2014, футбол/хоккей)[238][239][240]
- Сергей Мещеряков (1996—2001, футбол)[241]
- Виктор Набутов (2002—2006)[242]
- Наталья Пакуева (2000—2007, спортивная/художественная гимнастика)[243][244]
- Василий Парняков (1996—2010, лёгкая атлетика/лыжные гонки)[245]
- Олег Пирожков (2005—2013, футбол/хоккей)
- Сергей Покровский (2000-е — 2010-е)
- Станислав Попов (1996—2011, спортивные танцы)
- Виктор Прядко (1996—2001)[246][247]
- Дмитрий Савин (2002—2011, футбол/хоккей)[248]
- Наталья Соболева (2003—2006, теннис)
- Василий Соловьёв (1996—2014, фигурное катание/бильярд/гольф)[249]
- Геннадий Сулименко (1996—2000, хоккей)[250][251]
- Тимофей Тимачёв (1996—2011, хоккей)
- Александр Ткачёв (1996—2006, хоккей)[252]
- Анна Ткачёва (конец 1990-х — начало 2010-х, стрельба, ведущая программ[253], затем шеф-редактор новостей)
- Роман Трушечкин (1996—2001, 2013, футбол)[254][255]
- Дмитрий Хайтовский (1997—2014, американский футбол)[256]
- Рамаз Чиаурели (1999—2005)
- Дмитрий Чуковский (1996—2011, бадминтон/парусный спорт)[257]
- Виктор Шестопалов (2006—2011, баскетбол/бейсбол/американский футбол)[258][259]

#### Умершие
- Алексей Бурков (1996—2004)[260]
- Анна Дмитриева (теннис)[261]
- Евгений Майоров (1996—1997; хоккей)[262][263]
- Владимир Маслаченко (1996—2010; футбол)[264][265][266]
- Юрий Розанов (футбол/хоккей)[267][106]
- Дмитрий Рыжков (1996—1999, умер в 2003; хоккей)[268][269][270][173]
- Василий Уткин (футбол)